# هيمنا
هيمنا، باللغة النرويجية Hemne، هي بلدية في مقاطعة سور تروندلاغ وتنتمي لإقليم فوسان. المقر الإداري للبلدية هو قرية كيركساترورا، كما تضم قرى أخرى: هايم، هيلاندسيوان، هولا وفينياورا. 

## معلومات عامة
تأسست بلدية هيمنا في 1 يناير/كانون الثاني 1838. في 1 يناير/كانون الثاني 1911 فُصلت هايم عن هيمنا لتشكل بلدية مستقلة. في 1 يوليو/تموز 1924 فُصلت كل من سنيلفيورد وفينجا من هيمنا ليشكلا بلديتين مستقلتين. في 1 يناير/كانون الثاني 1964، أُعيدت كل من فينجا وأجزاء من هايم (الواقعة غرب هايمنفيوردن) إلى بلدية هيمنا. في 1 يناير/كانون الثاني 2008، تم ضم مزرعة فوسدالين الواقعة في ريندال بمقاطعة موره ورومسدال إلى هيمنا الواقعة بمقاطعة سور تروندلاغ.

### التسمية
التسمية باللغة النوردية القديمة Hefn، وهي اشتقاق لكلمة hǫfn التي تعني «الميناء» أو «المرفأ» في إشارة إلى ميناء هيمنسكيال. قبل 1918 كان الاسم يهجئ بالطريقة الآتية: Hevne.

### شعار النبالة
شعار النبالة اُعتمد حديثا في 14 يونيو/حزيران 1991، يصور خمسة حبات بندق صفراء مع خلفية حمراء، ويرمز إلى غابات نبات البندق الواسعة الواقعة بالقرب من القرية التي كانت لها أهمية كبيرة في الاقتصاد المحلي قديما.

### الكنائس
كنيسة النرويج تمتلك ثلاث أبشريات في بلدية هيمنا، وهي تابعة لعمادة أوركدال وأسقفية نيداروس.
| الأبشرية | اسم الكنيسة | تاريخ البناء | موقع الكنيسة |
| -------- | ----------- | ------------ | ------------ |
| هايم     | هايم كيركا  | 1883         | هايم         |
| هيمنا    | هيمنا كيركا | 1817         | كيركساترورا  |
| فينجا    | فينجا كيركا | 1820         | فينجاورا     |

## الجغرافيا
تمتلك هيمنا حدودا مع بلديات سنيلفيورد وأوركدال شرقا، ريندال وسورندال جنوبا (وكلاهما يقعان في مقاطعة موره ورومسدال)، وأورا وهالسا غربا. يقع مضيق تروندهايمسلايا شمالي هيترا.
يشكل خلل هيمنفيوردن الحدود بين هيمنا وسنيليوفورد. خلل فينيافيوردن يقع جنوب غرب البلدية، أما بحيرة فاسليفاتنت فتقع في الجنوب الشرقي. جنوبا بالقرب من فينياورا، توجد العديد من الممرات المؤدية إلى النزل (الفنادق) الجبلية مثل سوليا.

## روابط خارجية
- الدليل السياحي لمقاطعة سور تروندلاغ على Wikivoyage.
- إحصاءات حول بلدية هيمنا على موقع الإحصاءات النرويجي.